# Världsmästerskapen i bordtennis 1950
Världsmästerskapen i bordtennis 1950 spelades i Budapest under perioden 29 januari-5 februari 1950.

## Medaljörer

### Lag
| Disciplin            | Guld                                                                                  | Silver                                                                      | Brons                                                                           |
| Herrarnas lagtävling | Tjeckoslovakien Ivan Andreadis Max Marinko Vaclav Tereba František Tokár Bohumil Váňa | Ungern Jozsef Farkas József Kóczián Ferenc Sidó Ferenc Soos Laszlo Varkonyi | England Richard Bergmann Bernard Crouch Johnny Leach Aubrey Simons Harry Venner |
| Herrarnas lagtävling | Tjeckoslovakien Ivan Andreadis Max Marinko Vaclav Tereba František Tokár Bohumil Váňa | Ungern Jozsef Farkas József Kóczián Ferenc Sidó Ferenc Soos Laszlo Varkonyi | Frankrike Alexandre Agopoff Michel Haguenauer Michel Lanskoy René Roothooft     |
| Damernas lagtävling  | Rumänien Angelica Rozeanu Luci Slavescu Sari Szasz                                    | Ungern Gizella Farkas Rozsi Karpati Ilona Kiraly Ilona Solyom               | England Dora Beregi Vera Dace Margaret Franks Harry Venner                      |
| Damernas lagtävling  | Rumänien Angelica Rozeanu Luci Slavescu Sari Szasz                                    | Ungern Gizella Farkas Rozsi Karpati Ilona Kiraly Ilona Solyom               | Tjeckoslovakien Eliska Furstova Kveta Hruskova Marie Kettnerová Ida Kotatkova   |

### Individuellt
| Disciplin   | Guld                       | Silver                          | Brons                            |
| Herrsingel  | Richard Bergmann           | Ferenc Soos                     | Ferenc Sidó                      |
| Herrsingel  | Richard Bergmann           | Ferenc Soos                     | Ivan Andreadis                   |
| Damsingel   | Angelica Rozeanu           | Gizella Farkas                  | Rozsi Karpati                    |
| Damsingel   | Angelica Rozeanu           | Gizella Farkas                  | Sari Szasz                       |
| Herrdubbel  | Ferenc Sidó Ferenc Soos    | Ivan Andreadis František Tokár  | Ladislav Štípek Bohumil Váňa     |
| Herrdubbel  | Ferenc Sidó Ferenc Soos    | Ivan Andreadis František Tokár  | Vaclav Tereba Josef Turnovsky    |
| Damdubbel   | Dora Beregi Helen Elliot   | Gizella Farkas Angelica Rozeanu | Vera Dace Margaret Franks        |
| Damdubbel   | Dora Beregi Helen Elliot   | Gizella Farkas Angelica Rozeanu | Eliska Fürstova Kveta Hruskova   |
| Mixeddubbel | Ferenc Sidó Gizella Farkas | Bohumil Váňa Kveta Hruskova     | Ladislav Štípek Angelica Rozeanu |
| Mixeddubbel | Ferenc Sidó Gizella Farkas | Bohumil Váňa Kveta Hruskova     | Ivan Andreadis Eliska Furstova   |

### Fotnoter
1. ↑  ”World Championships Results”. ITTF Museum. Arkiverad från originalet den 11 maj 2012. https://web.archive.org/web/20120511103023/http://www.ittf.com/museum/results/WorldChresults.html. Läst 7 april 2012.
2. ↑  ”ITTF Statistics”. ittf.com. Arkiverad från originalet den 4 mars 2016. https://web.archive.org/web/20160304205342/http://www.ittf.com/ittf_stats/All_events4.asp?Competition_ID=17. Läst 7 april 2012.